# Monster Musume
Monster Musume (モンスター娘のいる日常  Monsutā Musume no Iru Nichijō?, "Everyday Life with Monster Girls") (Japoneză: モンスター娘のいる日常 romanizat: Monsutā Musume no Iru Nichijō, "Viața de zi cu zi cu Fetele Monstru") este un manga japonez din seria scrisă și ilustrată de Okayado. Seria este publicată în Japonia de către Tokuma Shoten în revista lor de benzi desenate lunare și de Seven Seas Entertainment în Statele Unite ale Americii, cu capitole colectate și retipărite în zece volume  tankōbon. Un anime adaptat și difuzat între iulie și septembrie 2015, și a fost licențiat de către Sentai Filmworks sub titlul Monster Musume: Viața de zi cu Zi cu Fetele Monstru. Un joc pentru PC bazat pe această serie a fost lansat în decembrie 2015.

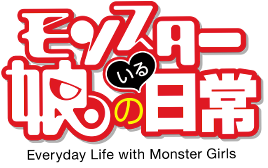
Monster Musume logo

Povestea Monster Musume se învârte în jurul lui Kimihito Kurusu, un student Japonez a cărui viață este aruncată în haos după ce se implica accidental în programul de ”Schimb Cultural între specii”.